# Sajat-Novaavenyn
Sajat-Novaavenyn (armeniska: Սայաթ-Նովայի պողոտա Sajat-Novaji poghota) är en aveny i distriktet Kentron i Armeniens huvudstad Jerevan. Avenyn har sitt namn efter 1700-talspoeten och musikern Sajat-Nova. Den öppnades under namnet 1963 inför 250-årsdagen av Sajat-Novas födelse.
Den 1,6 kilometer långa gatan går mellan Marskalk Baghramjanavenyns ändpunkt i Frankrikeplatsen i nordväst och Tjarentsgatan i sydost.

## Byggnader i urval
- Komitas statliga musikkonservatorium i Jerevan, nr 1a
- Jerevans statliga dockteater, nr 4
- Ani Plaza Hotel, nr 19
- Katolska kyrkan och Sankta Annakyrkan, hörnet mot Abovjangatan

## Bildgalleri

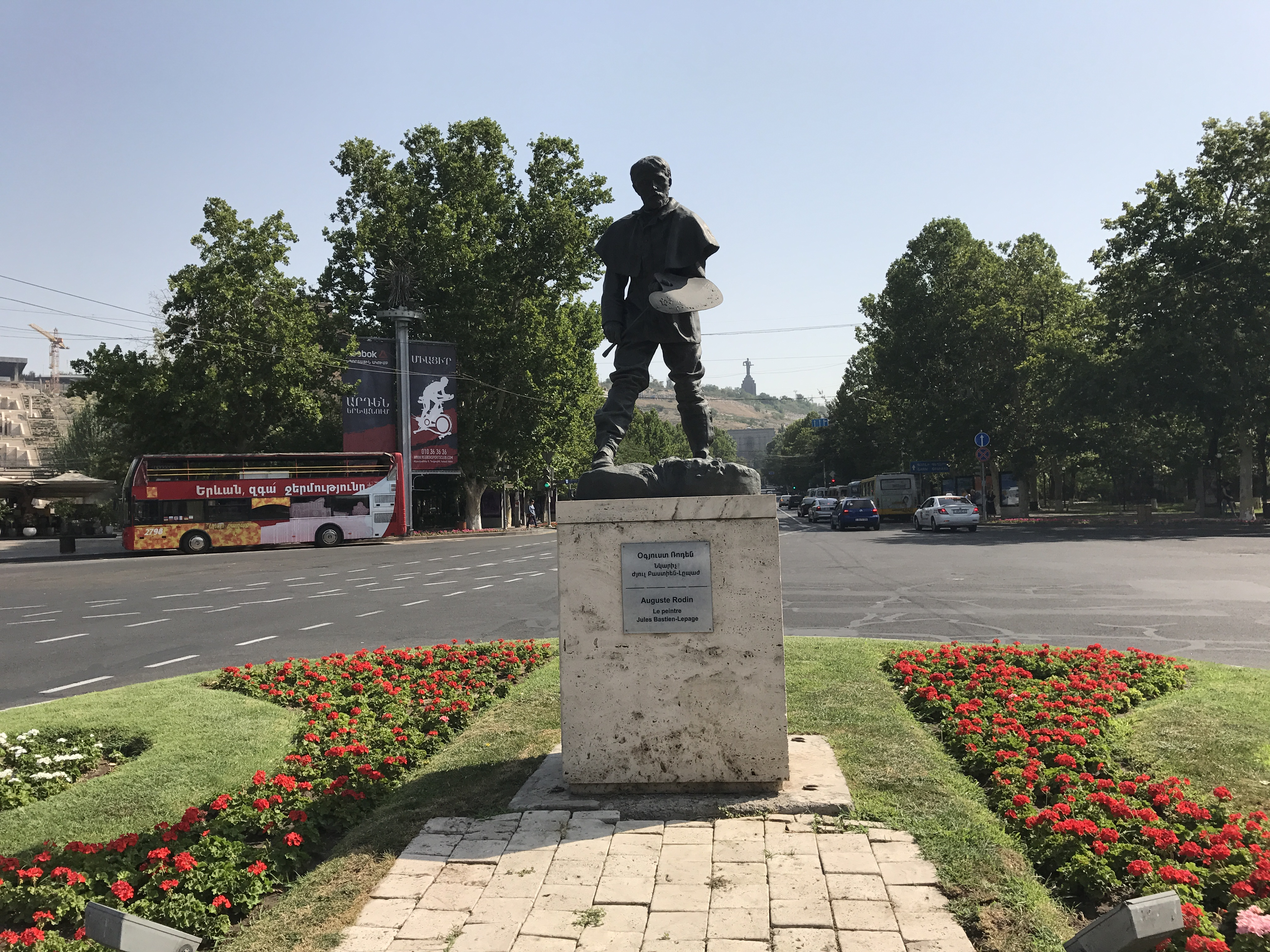
Statyn över Auguste Rodin av Jules Bastien-Lepage på Frankrikeplatsen
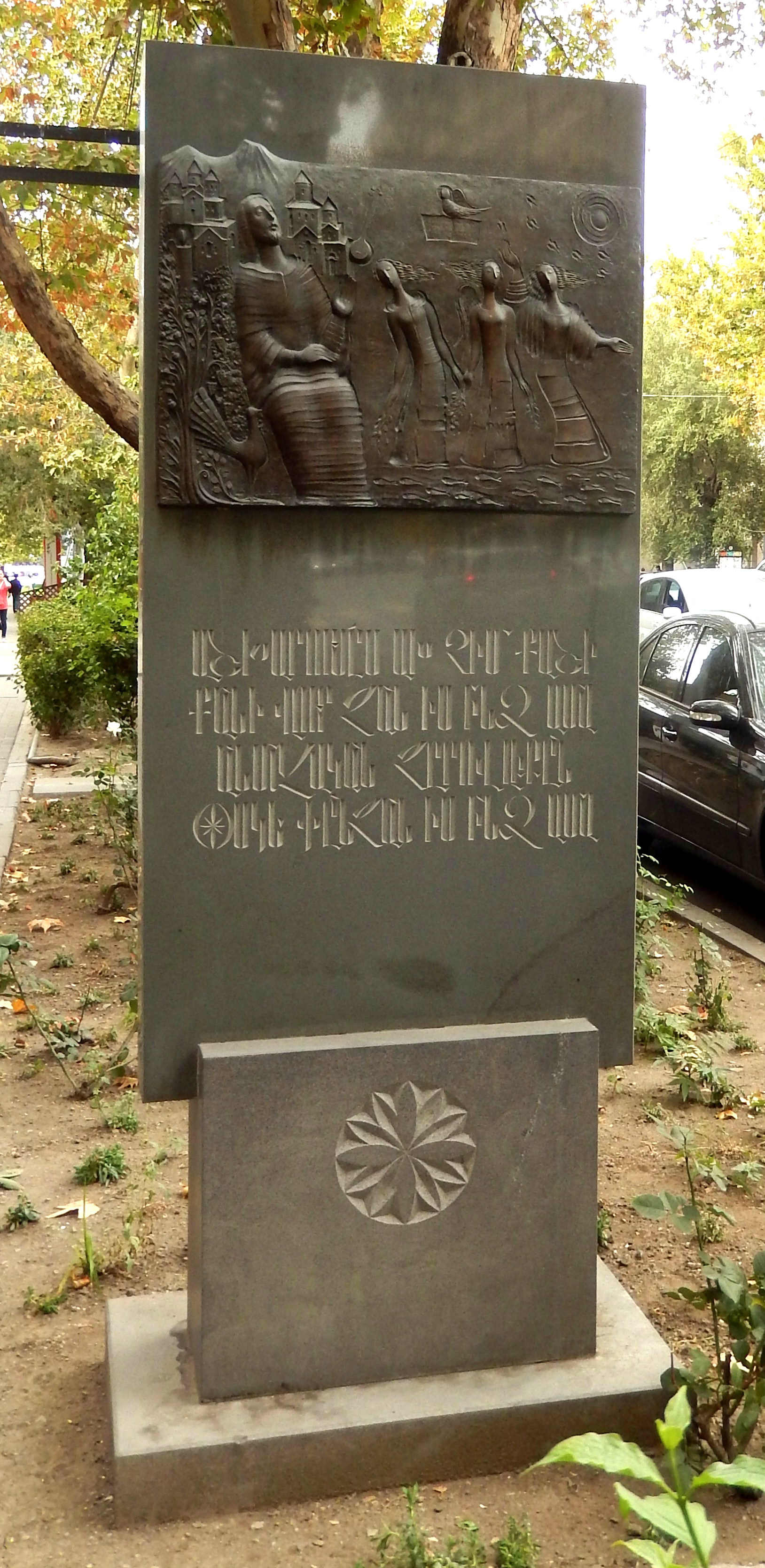
Minnesmärke för politikern Grigor Hasratian (1918–2001) av Davit Jerevantsi, 2004
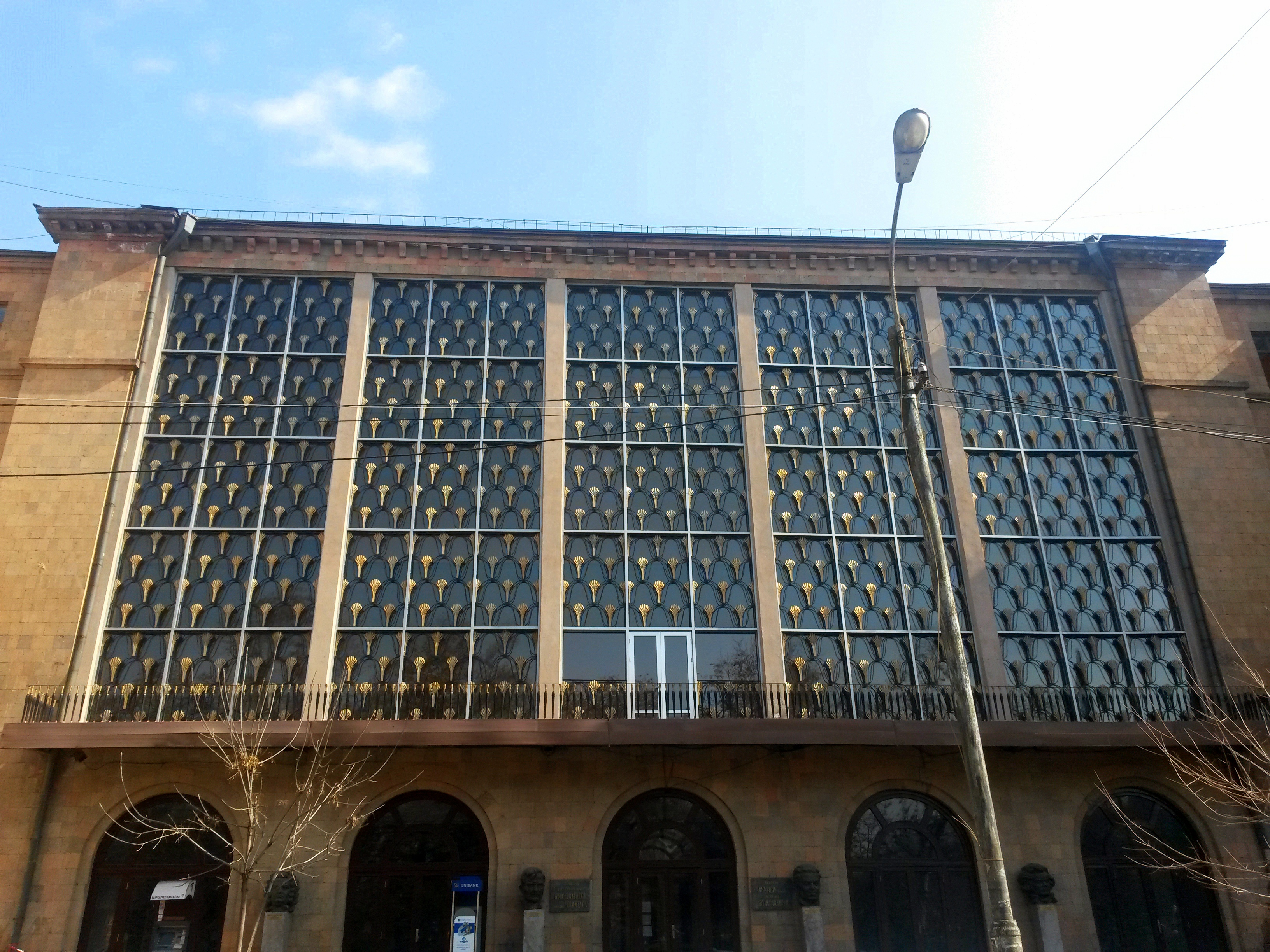
Komitas statliga musikkonservatorium i Jerevan
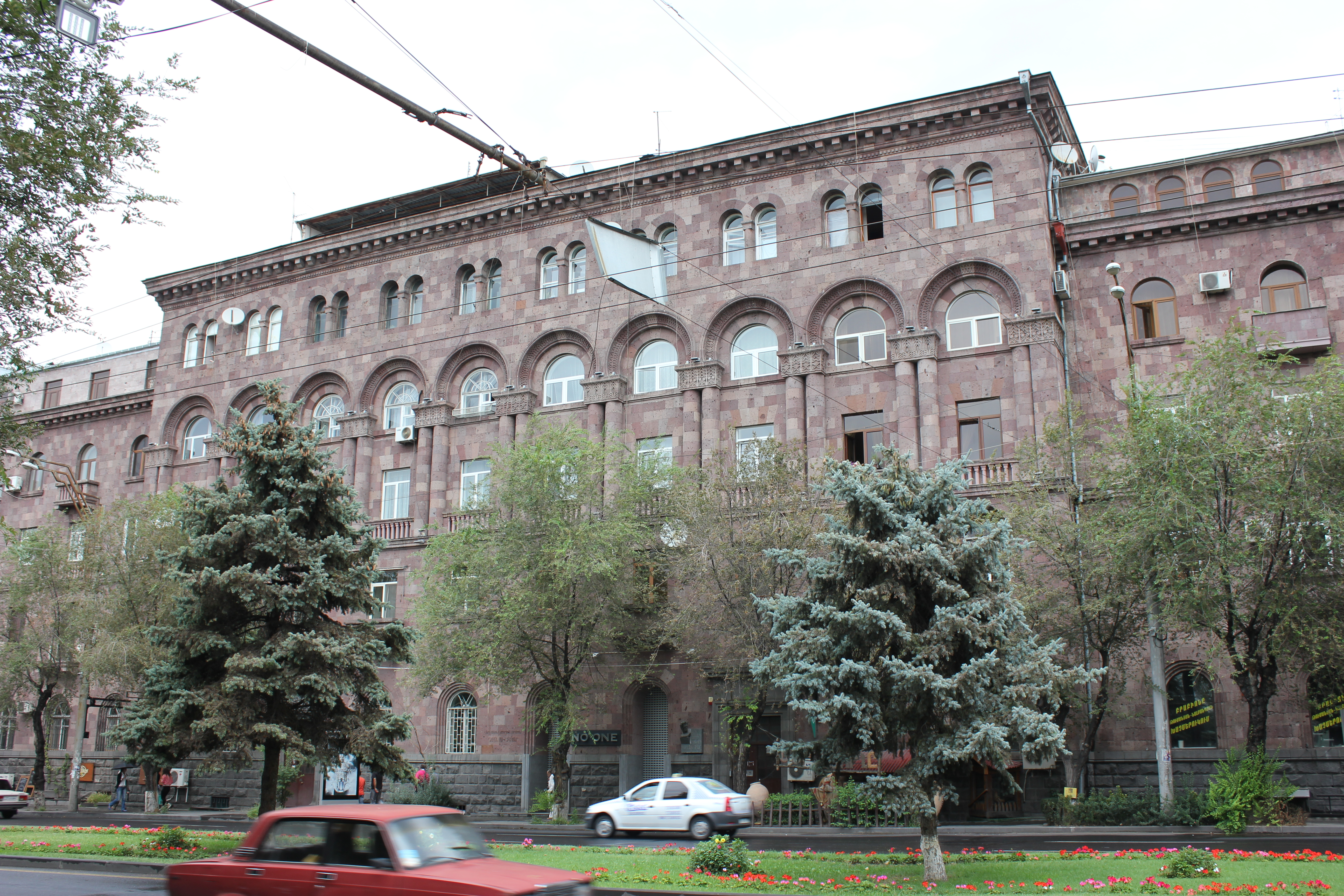
Bostadshus vid Sajat-Nova-avenyn 3–7, 1951
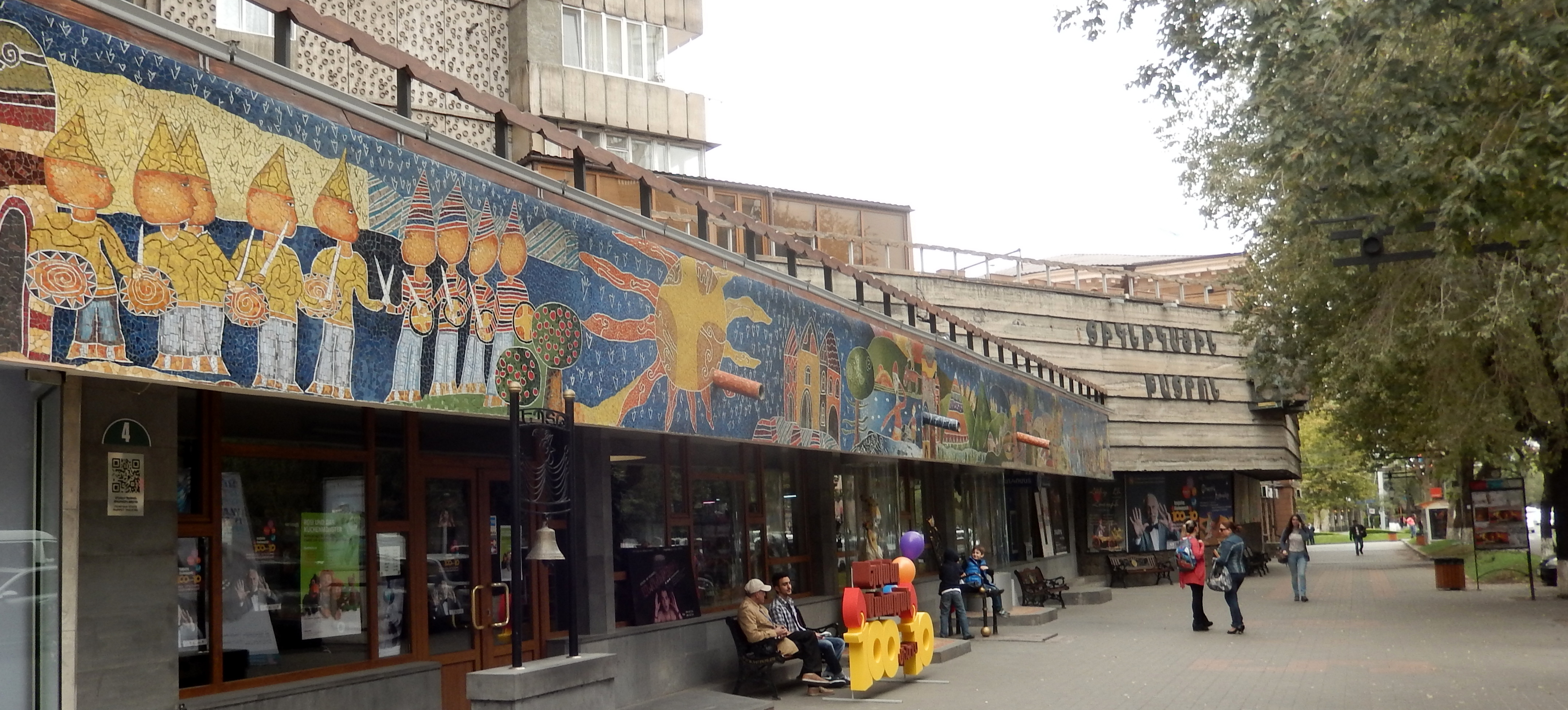
Jerevans statliga dockteater
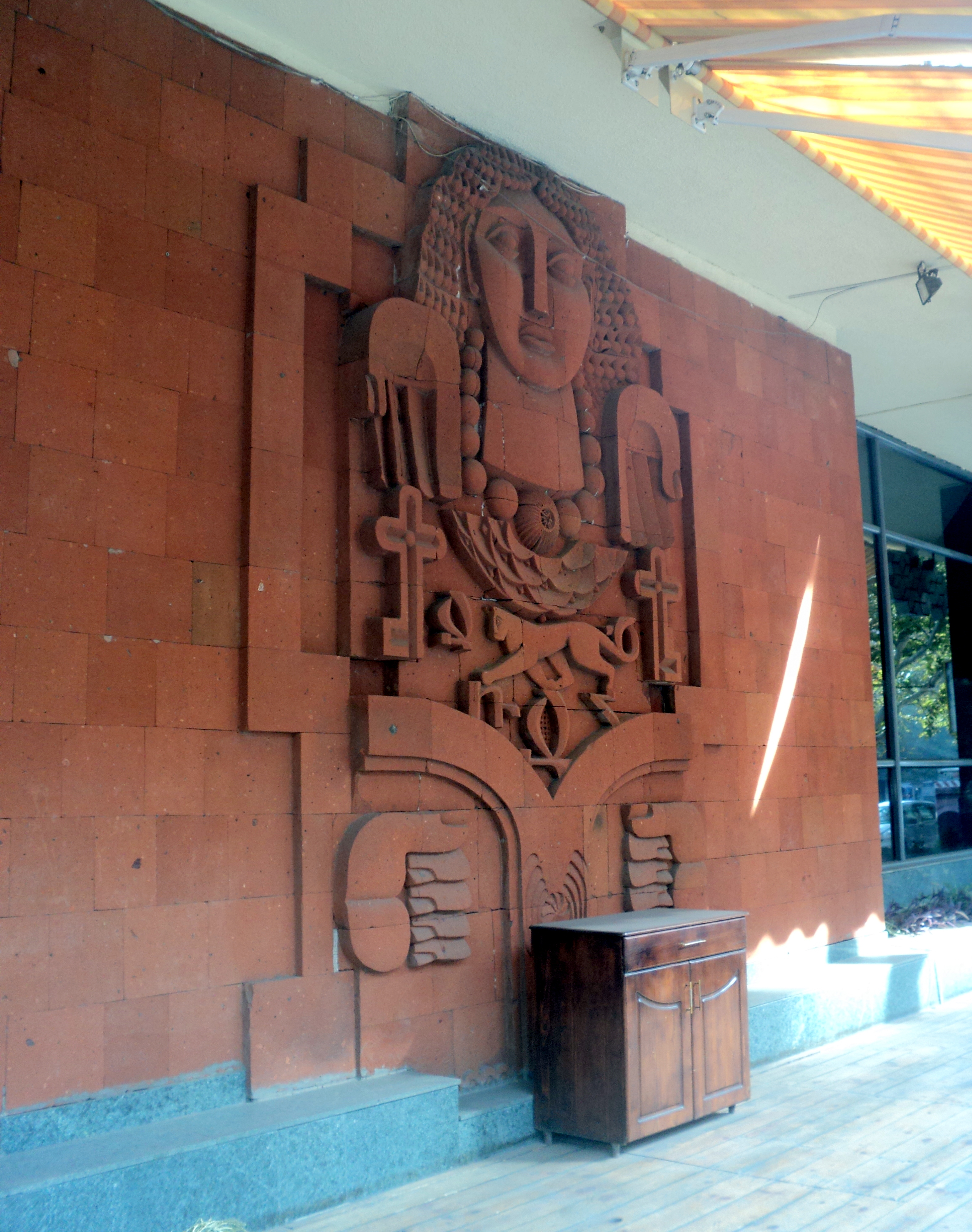
Väggrelief i Ani Plaza Hotell av Jervand Kotjar (1899–1979)
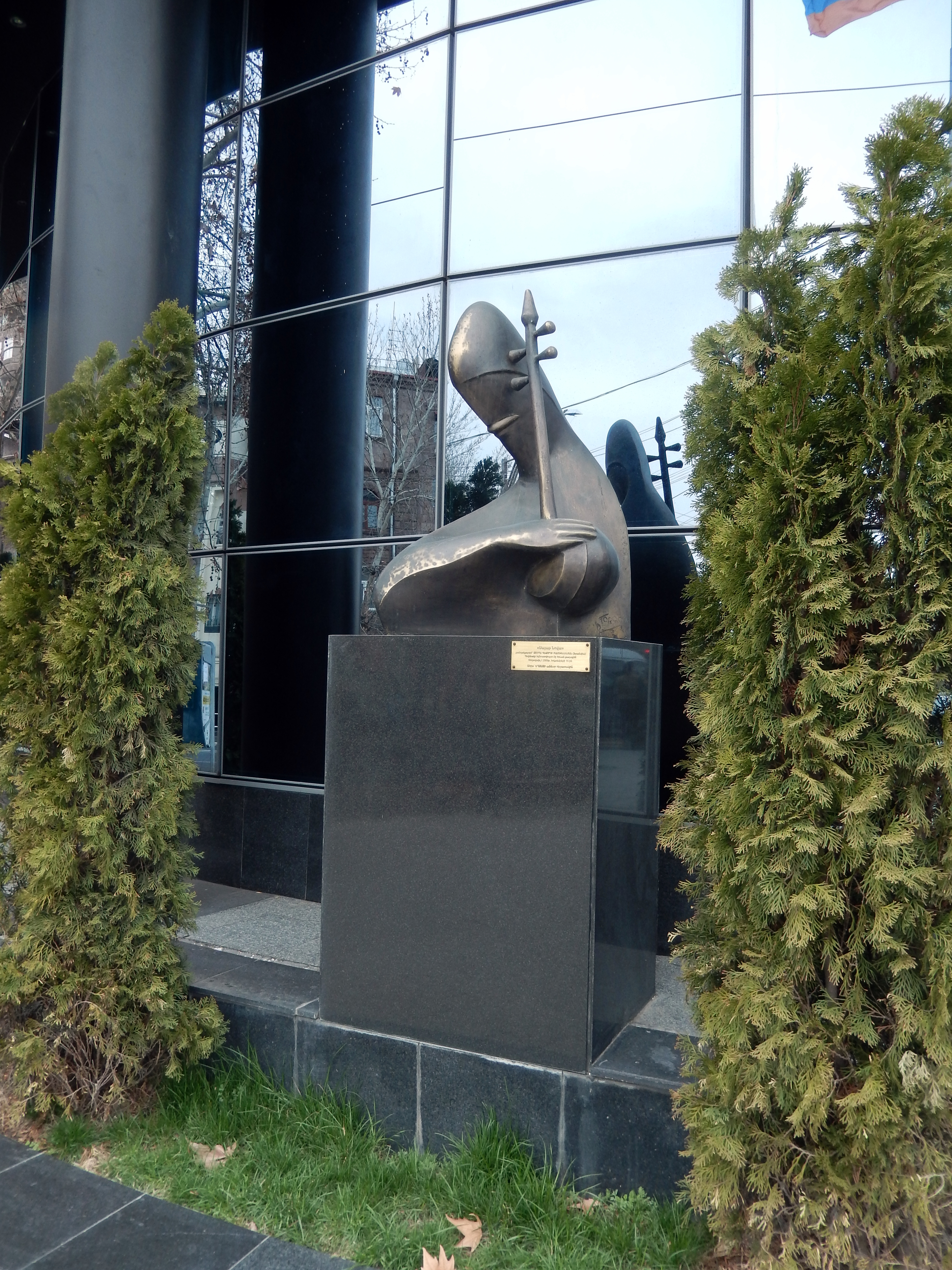
Minnesmärke för Sajat-Nova av den armenisk-franske skulptören R. Toros (1934–2020), 2009
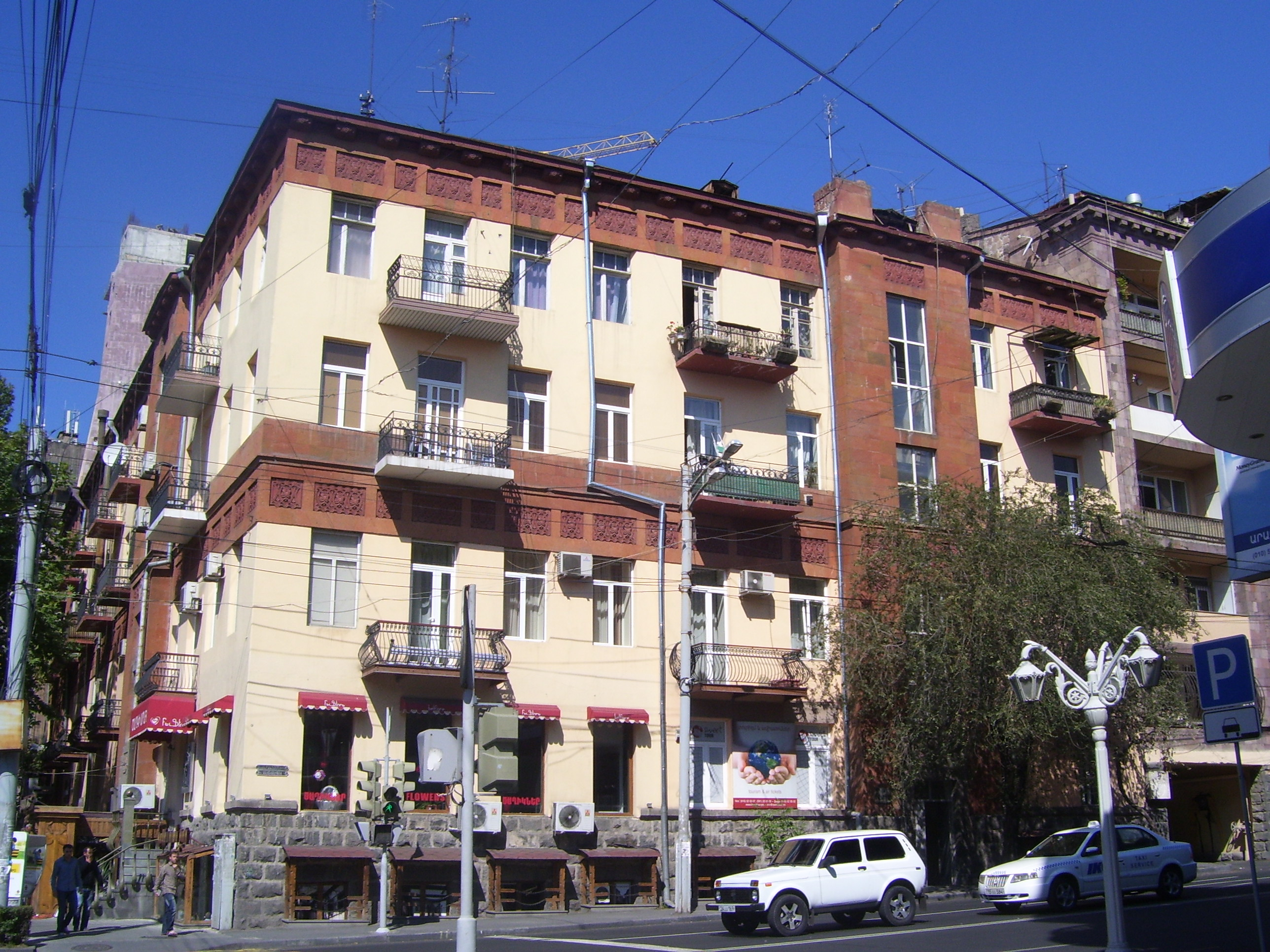
Bostadshus Sajat-Novaavenyn 25, 1928
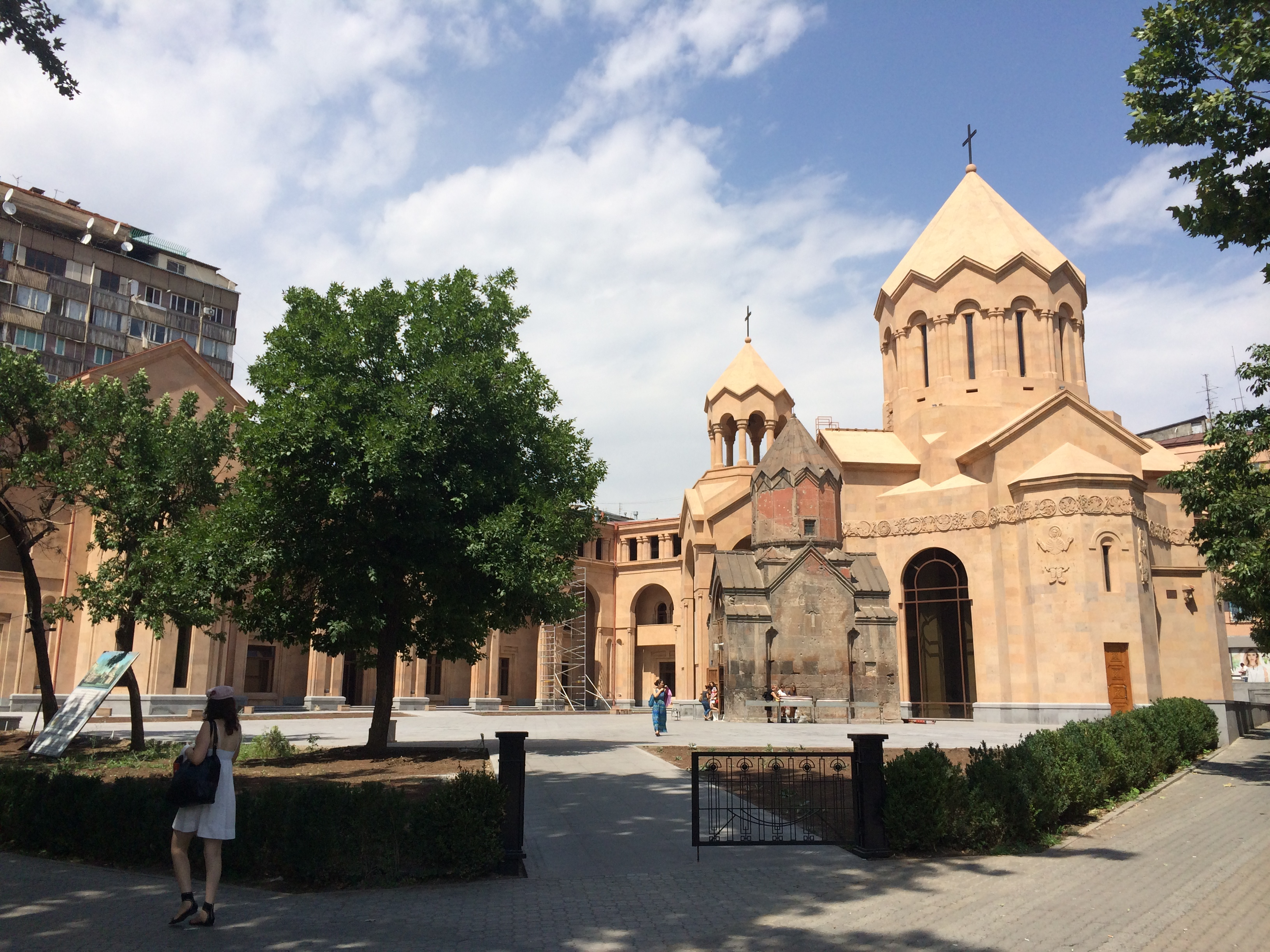
Residenset för katholikos, hörnet Sajat-Novaavenyn/ Abovjangatan